# Cnidostoma
Cnidostoma is een geslacht van neteldieren uit de  familie van de Hydractiniidae.

## Soort
- Cnidostoma fallax Vanhöffen, 1911